# Arachnura heptotubercula
Arachnura heptotubercula är en spindelart som beskrevs av Yin, Hu och Wang 1983. Arachnura heptotubercula ingår i släktet Arachnura och familjen hjulspindlar. Inga underarter finns listade i Catalogue of Life.